# Шамбалыгский сумон
Шамбалыгский сумон — административно-территориальная единица (сумон) и муниципальное образование со статусом сельского поселения в Кызылском кожууне Тывы Российской Федерации.
Административный центр и единственный населённый пункт сумона — село Шамбалыг.

## Население
| 2017 | 2018 |
| ---- | ---- |
| 411  | ↗426 |